# 12 Ośrodek Przechowywania Sprzętu
12 Ośrodek Przechowywania Sprzętu (12 OPS) – jednostka wojsk inżynieryjnych stacjonująca w Szczecinie, podlegała Szefowi Wojsk Inżynieryjnych Pomorskiego Okręgu Wojskowego.

## Historia
12 Ośrodek Przechowywania Sprzętu został sformowany 1 stycznia 1991 z rozformowanego 12 Pułku Pontonowego w Szczecinie z siedzibą przy ul. Kopernika natomiast garaże i magazyny pozostały po 12 ppont. w starych koszarach.
Jednostka przeznaczona była głównie do przechowywania i konserwacji sprzętu,  ale  również do sformowania w ramach czasu „W” dwóch pułków pontonowych 12 i 16, które miały zabezpieczać przeprawę przez rzekę  Odrę na odcinku od Kostrzna do Świnoujścia.

12 Ośrodek Przechowywania Sprzętu rozformowano  1 grudnia 1994r.

## Dowództwo
- płk Waldemar Derkacz – komendant  (1991–1994)[1]
- mjr Jan Gabrych – szef sztabu – zastępca komendanta[2]
- mjr Jan Swalski – zastępca komendanta ds. technicznych
- mjr Waldemar Ława - kwatermistrz